# Coordinadora de Tallers per a Minusvàlids Psíquics de Catalunya
Coordinadora de Tallers per a Minusvàlids Psíquics de Catalunya és una associació creada el 1978 que aglutina 74 entitats que representen una part important del col·lectiu de centres ocupacionals i centres especials de treball per a persones amb disminució psíquica a Catalunya. Duu a terme una important tasca assistencial per a afavorir la inserció dels minusvàlids psíquics al món laboral. El 1999 va rebre la Creu de Sant Jordi.